# Imogen Stuart

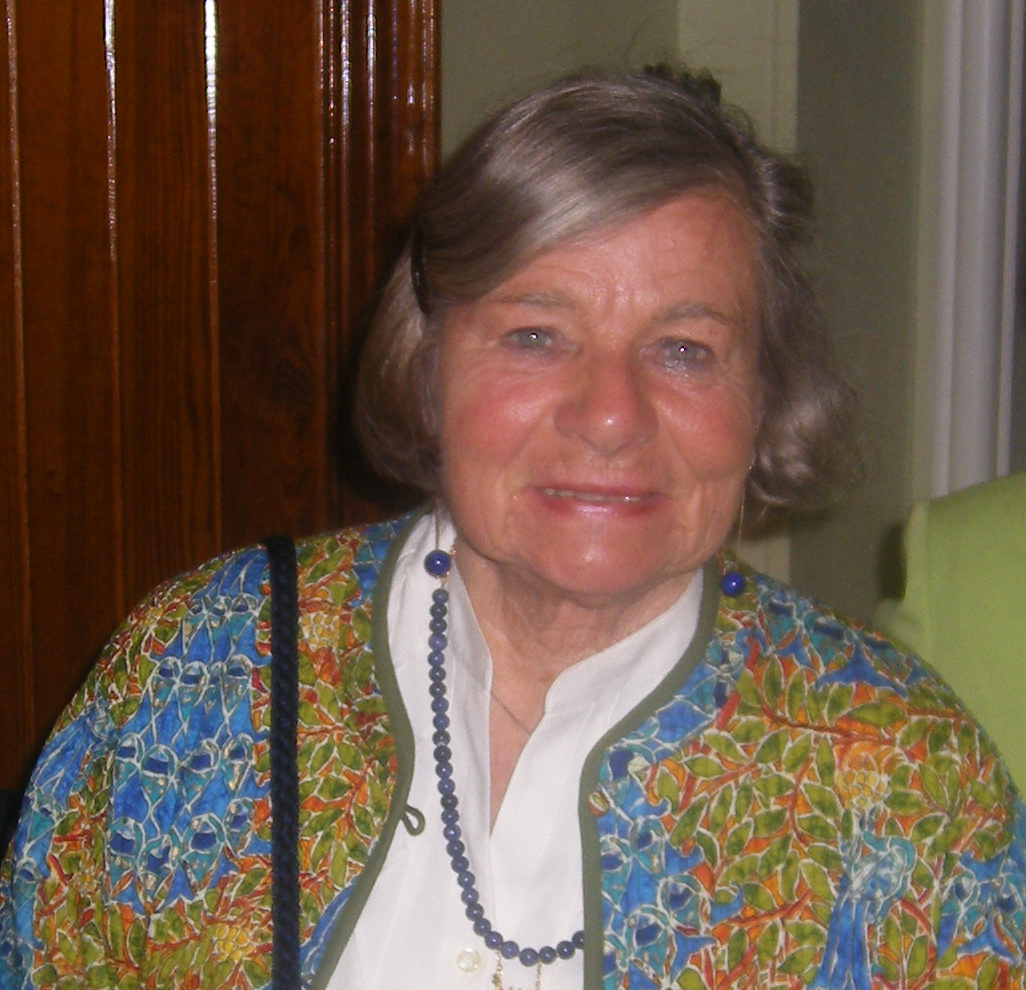
Imogen Stuart, 2011

Imogen Stuart (geb. Werner, * 25. Mai 1927 in Berlin; † 25. März 2024) war eine deutsch-irische Bildhauerin. 2015 wurde sie zur Saoi von Aosdána gewählt, eine der höchsten künstlerischen Auszeichnungen in Irland.

## Leben
Imogen Stuart wuchs als Tochter von Katharina (geb. Kluger) und Bruno E. Werner in Berlin mit ihrer jüngeren Schwester von Sybille May (geb. Werner) auf. Nach ihrer Schulzeit von 1932 bis 1940 (Strahlersche Privatschule; Mommsen Schule; Bismarck Lyceum), Evakuierung nach Garmisch-Partenkirchen 1940/41, Konfirmation und Aufenthalt in Berlin, erneuter Evakuierung aus Berlin nach Klosterneuburg von 1943 bis 1945, lernte Imogen Stuart von 1945 bis 1950 auf Empfehlung ihres Vaters das Modellieren, Schnitzen und Reliefarbeiten mit verschiedenen Materialien von Otto Hitzberger in dessen Bildhauerwerkstatt in Partenkirchen, wo sie 1948 mit Ian Stuart, dem Sohn von Francis Stuart und Enkel von Maud Gonne, Freundschaft schloss. 1949 zog sie mit Ian Stuart nach Irland, heiratete ihn 1951 und ließ sich 1972 von ihm scheiden. Aus ihrer Ehe gingen drei Töchter hervor.

## Werk

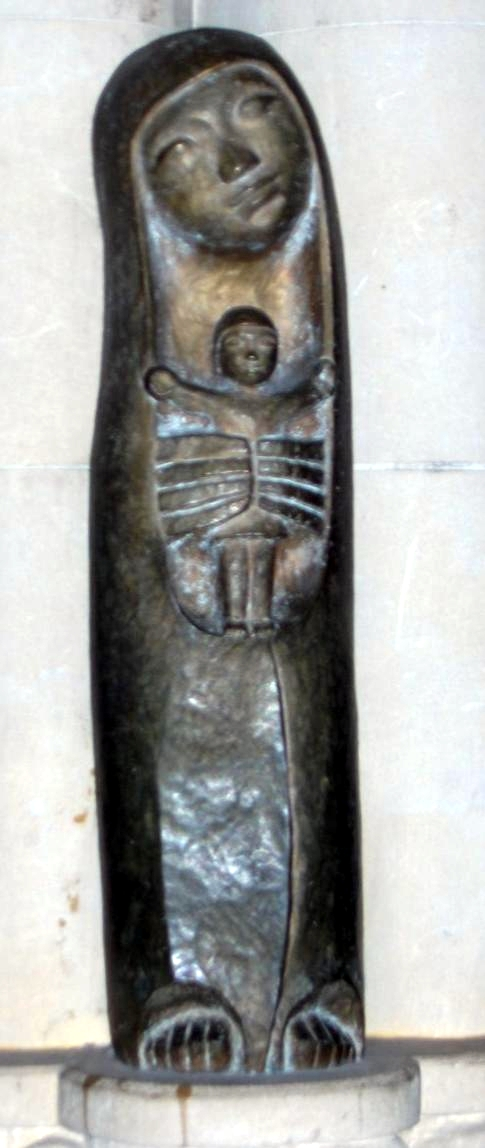
The Virgin and Child, 1991, Christ Church Cathedral Dublin

Das Schaffen von Imogen Stuart gründete in der antiken irischen Kunst, christlichen Literatur und Poesie. Ihr bildhauerisches Werk ist ein prägender Bestandteil zeitgenössischer Kunst und Kultur in ganz Irland, seinen Kirchen und Städten. Es wurde in Einzel-Retrospektiven, Gruppenausstellungen, regelmäßig in der Royal Hibernian Academy wie der Irish Exhibition of Living Art ausgestellt und wird seit 2014 im Mary Immaculate College der Universität Limerick in einer Dauerausstellung gezeigt.

## Ausstellungen (Auswahl)
- 1949: Royal Hibernian Academy Annual Exhibition
- 1959: Kirchenkunst (mit Ian Stuart), Dawson Gallery, Dublin
- 1962: Salzburg Biennale ‘Christliche Kunst der Gegenwart’
- 1972: Oireachtas Art Exhibition, Dublin
- 1973: Retrospective exhibition in conjunction with Oireachtas Exhibition, Trinity College, Dublin. Receives an award

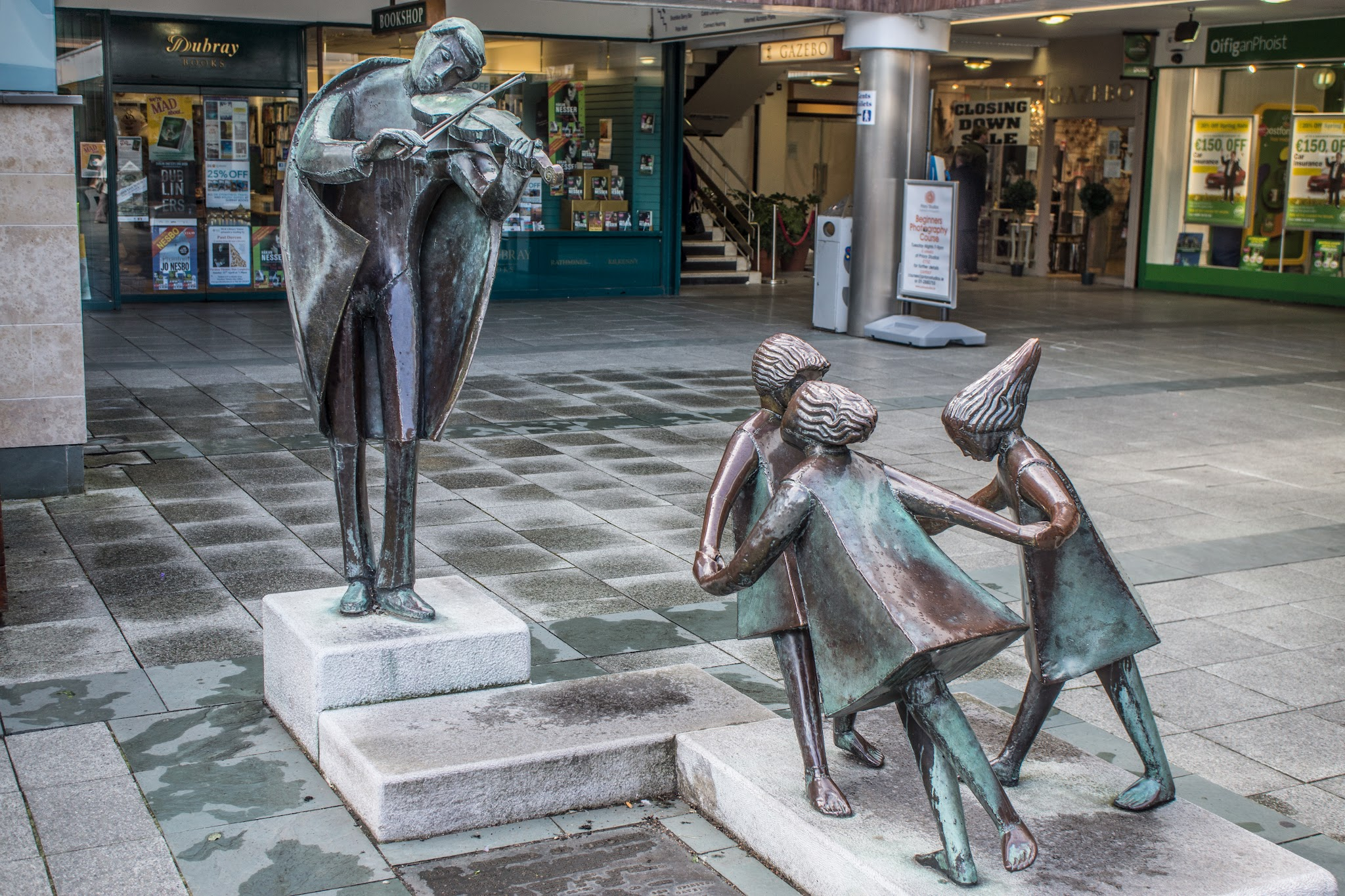
The Fiddler of Dooney

- 1974: ‘Sacred Art in the Home’, Barnhill Gallery, Co. Dublin
- 1980: ‘Sacred Art for the Home’, Foxrock Church, Dublin
- 1983: National Self-Portrait Collection, Limerick. Self-portrait Exhibition, National Gallery, Dublin
- 1987: ‘Irish Women Artists from the Eighteenth Century to the Present Day’, Hugh Lane Municipal Gallery of Modern Art, Dublin
- 1988: Figurative Image, Irish Museum of Modern Art, Dublin
- 1988–99: Aer Rianta Gateway To Art, Dublin Airport
- 1990–98: Royal Hibernian Academy Banquet Exhibition
- 1992: Retrospektive, The Square, Tallaght, Co. Dublin
- 1996: ‘Women Sculptors’, Solomon Gallery, Co. Dublin
- 1997: ‘Little Sculptors’, Solomon Gallery, Co. Dublin.

THE POPE WITH IRISH YOUTH AND THE HERITAGE WALL, John Paul Universitätsbibliothek Maynooth College, 1984.

- 1997–98: Christmas Group Exhibition, Solomon Gallery, Co. Dublin
- 2017–2018: Exhibition at Kylemore Abbey Notre Dame Global Center, Co. Galway
- 2022: Featured in Making In Symposium in collaboration with Joseph Walsh Studio, Co Cork
- 2022/23: Einzelausstellung 'In Her Hands', Mary Immaculate College, Universität Limerick[7]

## Auszeichnungen (Auswahl)
- 1960: Reisestipendium und Studium an der Hochschule für Bildende Künste (Universität der Künste) Berlin mit Bernhard Heiliger
- 1966: Architektur Preis, Southampton
- 1972: Oireachtas Art Exhibition Award
- 1974: Mitglied des National College of Art and Design, Irland
- 1982 und 1990: Gewähltes Mitglied der Royal Hibernian Academy (RHA)
- 1983 bis 1991: Gewähltes Mitglied von Aosdána
- 1990: Gewähltes Mitglied Hibernian Academy
- 1997: D. O’Sullivan Graphic Supplies Ltd Preis (RHA)
- 1999: E.S.B. Keating McLoughlin Preis (RHA)
- 2000: Professor für Bildhauerei der RHA
- 2002: Ehrendoktorwürde des Trinity College Dublin
- 2004: Ehrendoktorwürde des University College Dublin
- 2005: Ehrendoktorwürde der National University of Irland Maynooth
- 2015: Elected Saoithe in Aosdána
- 2018: Verdienstkreuz am Bande der Bundesrepublik Deutschland[8]